# Bardsey
Bardsey är en ort i Storbritannien.   Den ligger i distriktet Leeds i grevskapet West Yorkshire i riksdelen England, i den centrala delen av landet, 280 km norr om huvudstaden London. Bardsey ligger 73 meter över havet och antalet invånare är 3 097.
Terrängen runt Bardsey är platt. Runt Bardsey är det mycket tätbefolkat, med 1 177 invånare per kvadratkilometer. Närmaste större samhälle är Leeds, 11,9 km sydväst om Bardsey. Trakten runt Bardsey består till största delen av jordbruksmark.